# Eustache de Beaufort
Eustache de Beaufort (* 1636 in Paris; † 20. September 1709 im Kloster Sept-Fons) war ein französischer Adliger, Zisterzienserabt und Ordensreformer.

## Leben
Eustache de Beaufort entstammte der Adelsfamilie Noailles. Als er 20 Jahre alt war, erbat sein Vater für ihn bei König Ludwig XIV. die Pfründe eines Kommendatarabts des Klosters Sept-Fons. Er machte ein Noviziatsjahr in der Abtei Clairvaux, legte 1657 die Profess ab, studierte Theologie und wurde 1660 zum Priester und Abt geweiht.
Zwei Jahre lang übte er sein Amt nach den Vorstellungen der Zeit aus und kümmerte sich wenig um die Einhaltung der Ordensregel. Stattdessen war er königlicher Rat und Almosenier. Dann redete ihm sein älterer Bruder, ebenfalls Priester und später Generalvikar des Kardinals Noailles, ins Gewissen. Er machte Exerzitien bei den Karmeliten von Nevers und beschloss, sein Kloster nach der Benediktsregel streng zu reformieren. Von Ende 1663 bis Anfang 1664 setzte er das Vorhaben in die Tat um und wurde damit noch vor Abt Rancé von La Trappe zum wichtigen Reformer des Zisterzienserordens. 1666 traf er mit Abt Rancé zusammen. Die Reform brachte dem Kloster Sept-Fons einen derartigen Zulauf an Novizen, dass weitere Gebäude errichtet werden mussten. Bei seinem Tod zählte die Gemeinschaft 100 Mönche und 50 Laienbrüder. Ihm folgte Abt Joseph d’Argenvilliers (1670–1742) nach.